# Phyllis Shand Allfrey
Phyllis Shand Allfrey (* 24. Oktober 1908 in Roseau, Dominica; † 4. Februar 1986) war eine dominicanische Politikerin und Schriftstellerin. Sie war die einzige Ministerin der Westindischen Föderation (englisch West Indies Federation).

## Leben
Phyllis Shand Allfrey war Herausgeberin des Dominica Herald: Zwischen 1965 und 1982 war sie auch Herausgeberin und Journalistin des Dominica Star.
Allfrey gründete die Dominica Labour Party. Im Jahr 1958 wurde diese ein Teil der West Indies Federal Labour Party. Sie erhielt im selben Jahr einen Sitz im Parlament der Westindischen Föderation. Im Kabinett von Grantley Adams war sie von 1958 bis 1962 Ministerin für Arbeit und Soziales.

## Familie
Phyllis Shand heiratete den Ingenieur Robert Allfrey. Sie hatten drei eigene Kinder und zwei Adoptivsöhne.

## Werke (Auswahl)
- In Circles. Gedichte, 1940.
- Palm and Oak. Gedichte, 1950.
- The Orchid House. Constable, 1953; Virago, 1982. ISBN 978-0-8135-2332-3.
  - Das Orchideenhaus. Übersetzt von B. Röhm. Rowohlt, Reinbek 1993.
- It Falls into Place. Papillote, 2004. ISBN 978-0-9532-2241-4.
- Love for an Island. The Collected Poems of Phyllis Shand Allfrey. Gedichtsammlung, 2014.